# USS LST-407
O USS LST-407 foi um navio de guerra norte-americano da classe LST que operou durante a Segunda Guerra Mundial.